# Campionat d'Europa de bàsquet masculí de 1949
L'edició VI del Campionat d'Europa de bàsquet masculí se celebrà a Egipte del 15 de maig al 22 de maig del 1949 a la ciutat del Caire. El campionat comptà amb la participació de 7 seleccions nacionals.

## Grups
Els set equips participants s'enquadraren en un únic grup.
| Equip         | J | G | P | T+  | T-  | DT   | PTS |
| ------------- | - | - | - | --- | --- | ---- | --- |
| Egipte        | 6 | 6 | 0 | 346 | 216 | +130 | 12  |
| França        | 6 | 5 | 1 | 281 | 199 | +82  | 11  |
| Grècia        | 6 | 4 | 2 | 269 | 241 | +28  | 10  |
| Turquia       | 6 | 3 | 3 | 247 | 256 | -9   | 9   |
| Països Baixos | 6 | 2 | 4 | 174 | 255 | -81  | 8   |
| Síria         | 6 | 1 | 5 | 219 | 287 | -68  | 7   |
| Líban         | 6 | 0 | 6 | 183 | 265 | -82  | 6   |

### Resultats[2]
| Data     | Partit        | Partit | Partit        | Resultat |
| -------- | ------------- | ------ | ------------- | -------- |
| 15.05.49 | Grècia        | -      | Països Baixos | 46-28    |
| 16.05.49 | Egipte        | -      | Síria         | 71-44    |
| 16.05.49 | Líban         | -      | Grècia        | 36-45    |
| 16.05.49 | França        | -      | Països Baixos | 58-25    |
| 17.05.49 | Països Baixos | -      | Síria         | 40-37    |
| 17.05.49 | França        | -      | Líban         | 43-26    |
| 17.05.49 | Grècia        | -      | Turquia       | 54-41    |
| 18.05.49 | França        | -      | Turquia       | 47-33    |
| 18.05.49 | Líban         | -      | Síria         | 28-38    |
| 18.05.49 | Països Baixos | -      | Egipte        | 23-54    |
| 19.05.49 | França        | -      | Grècia        | 41-36    |
| 19.05.49 | Líban         | -      | Egipte        | 30-57    |
| 19.05.49 | Síria         | -      | Turquia       | 33-43    |
| 20.05.49 | Líban         | -      | Països Baixos | 22-34    |
| 20.05.49 | Turquia       | -      | Egipte        | 44-57    |
| 20.05.49 | Síria         | -      | Grècia        | 45-49    |
| 21.05.49 | Turquia       | -      | Països Baixos | 38-24    |
| 21.05.49 | Egipte        | -      | Grècia        | 50-39    |
| 21.05.49 | França        | -      | Síria         | 56-22    |
| 22.05.49 | Turquia       | -      | Líban         | 48-41    |
| 22.05.49 | França        | -      | Egipte        | 36-57    |

## Medaller
|        |        |        |
| Egipte | França | Grècia |

## Classificació final[3]
| 1. - Egipte        |
| 2. - França        |
| 3. - Grècia        |
| 4. - Turquia       |
| 5. - Països Baixos |
| 6. - Síria         |
| 7. - Líban         |

## Trofeus individuals

### Millor jugador (MVP)[4]
| MVP           |
| Mehmet Öztürk |

### Màxims anotadors del campionat
|   | Jugador                   | Punts per partit | Punts | Partits jugats |
| - | ------------------------- | ---------------- | ----- | -------------- |
| 1 | Huseyin Ozturk            | 19,3             | 116   | 6              |
| 2 | Abdel Rahman Hafez Ismail | 14,0             | 84    | 6              |
| 3 | N/A Kodsi                 | 12,8             | 77    | 6              |
| 4 | Fedon Mattheou            | 10,8             | 65    | 6              |
| 5 | Walid Chafik Saleh        | 10,5             | 63    | 6              |

## Plantilla dels 4 primers classificats
Medalla d'or: Egipte Youssef Mohammed Abbas, Youssef Kamal Abouaouf, Fouad Abdelmeguid el-Kheir, Gabriel Armand "Gaby" Catafago, Nessim Salah el-Dine, Abdelrahman Hafez Ismail, Hussein Kamel Montasser, Mohammed Ali el-Rashidi, Wahid Chafik Saleh, Mohammed Mahmud Soliman, Albert Fahmy Tadros, Medhat Mohammed Youssef (Entrenador: Carmine "Nello" Paratore)
Medalla d'argent: França André Buffière, Robert Busnel, René Chocat, Jacques Dessemme, Maurice Desaymonnet, Louis Devoti, Jacques Favory, Fernand Guillou, Jean Perniceni, Jean-Pierre Salignon, Jean Swidzinski, André Vacheresse, Jacques Freimuller, Marc Quiblier (Entrenador: Robert Busnel)
Medalla de bronze: Grècia Alekos Apostolidis, Stelios Arvanitis, Nikos Bournelos, Thanasis Kostopoulos, Giannis Lambrou, Fedon Mattheou, Nikos Nomikos, Missas Pantazopoulos, Nikos Skylakakis, Alekos Spanoudakis, Takis Taliadoros, Sokratis Apostolidis (Entrenador: Georgios Karatzopoulos)
Quart lloc: Turquia Huseyin Ozturk, Samim Gorec, Avram Barokas, Vitali Benazus, Hasim Tankut, Ali Uras, Mehmet Ali Yalım, Tevfik Tankut, Sacit Selduz, Erdogan Partener, Ayduk Koray, Candas Tekeli